# آبتیموس
آبتیموس (انگلیسی: Abetimus) با نام تجاری Riquent یک داروی سرکوب کننده سیستم ایمنی است.  این دارو یک ماده بیولوژیکی مصنوعی به نام تولروژن است. این از چهار الیگودئوکسی ریبونوکلئوتید دو رشته‌ای ساخته شده است که به یک پلتفرم حامل متصل هستند و برای مسدود کردن آنتی‌بادی‌های DNA دو رشته‌ای سلول B خاص طراحی شده‌اند. همچنین ممکن است آنتی‌بادی‌های ضد dsDNA را با هم پیچیده کند، بنابراین آنها را غیرفعال می‌کند. به این ترتیب آبتیموس قرار بود به درمان لوپوس اریتماتوز سیستمیک و به ویژه نفریت لوپوس کمک کند.
این دارو توسط La Jolla Pharmaceutical ساخته شد، که در میانه‌های دهه ۲۰۰۰ میلادی برای مجوزهای بازاریابی درخواست داد، اما این دارو هرگز در ایالات متحده یا اروپا به بازار عرضه نشد.